# L'Alibi (film, 1937)
Pour les articles homonymes, voir L'Alibi.
Cet article concerne le film de Pierre Chenal. Pour la bande dessinée de Claude Guylouis et Morris, voir L'Alibi.
Pour plus de détails, voir Fiche technique et Distribution.
L'Alibi est un film français réalisé par Pierre Chenal, sorti en 1937.

## Synopsis
Un télépathe, le professeur Winckler, qui vient d'assassiner un homme, se crée un alibi avec l'aide d'une entraîneuse à qui il offre beaucoup d'argent. Le commissaire Calas, chef de la police, est persuadé que la jeune femme ment et pour la faire avouer, il envoie André Laurent, un jeune inspecteur, lui jouer la comédie de l'amour. L'inspecteur se laisse prendre au jeu, la jeune femme lui pardonne et l'assassin se suicide.

## Fiche technique
- Réalisation : Pierre Chenal
- Scénario : Sur une idée de Marcel Achard
- Adaptation : Jacques Companeez, Hans Juttke, Marcel Achard, Pierre Chenal
- Dialogue : Marcel Achard
- Assistant réalisateur : Pierre Blondy
- Décors : Serge Pimenoff, Eugène Lourie
- Photographie : Theodore J. Pahle
- Opérateur : Jacques Mercanton
- Musique : Georges Auric, Jacques Dallin. Orchestre dirigé par Roger Désormière
- Son : Igor Kalinowski
- Montage : Gustaf Heidenheim
- Maquillage : Pierromax
- Production : Nash Buchovzer Films, Tellus Films (France)
- Directeur de production : Joseph Nash, Raymond Blondy
- Pays de production :  France
- Format :  Noir et blanc - 1,37:1 - 35 mm - son mono
- Genre : Film policier
- Durée : 84 minutes
- Date de sortie : 
  - France : 22 décembre 1937

## Distribution
- Louis Jouvet : le commissaire Calas
- Jany Holt : Hélène, une entraîneuse au "Fémina"
- Erich von Stroheim : le professeur Winckler, télépathe
- Albert Préjean : André Laurent, le jeune inspecteur
- Margo Lion : Dany
- Fun-Sen : l'assistante de Winckler
- Véra Flory : une entraîneuse
- Génia Vaury : une entraîneuse
- Thelma Minor : une entraîneuse
- Monique Rolland : une entraîneuse
- Florence Marly : la maîtresse de Gordon
- Roger Blin : Kretz, l'homme à la solde de Winckler
- Philippe Richard : Gordon, l'américain
- Maurice Baquet : Gérard, le chasseur
- Jean Temerson : Jojo
- Pierre Labry : un inspecteur
- Max Dalban : un inspecteur
- Henry Houry : un américain
- Paul Marthès : le gros danseur
- René Worms : le planton du commissaire
- Marcel Melrac : un agent
- Paul Delauzac : l'avocat
- Albert Brouett : l'huissier
- Jacques Beauvais : le maître d'hôtel
- Bobby Waisberg : le petit fleuriste
- Made Siamé : la secrétaire de Calas
- Odette Talazac : la logeuse
- Laura Marvel : la danseuse
- Fernand Flament : un inspecteur
- Rolande Dantan

## Sortie vidéo
L'Alibi sort en Blu-ray le 2 septembre 2020 édité par Gaumont, avec en complément une présentation de Didier Griselain.